# Isola di Greely
L'isola di Greely (in russo Остров Грили, ostrov Grili) è un'isola russa nell'Oceano Artico che fa parte della Terra di Zichy nell'arcipelago della Terra di Francesco Giuseppe.

## Geografia
L'isola di Greely si trova nella parte orientale del gruppo delle isole di Zichy, a est dell'isola di Ziegler, separata da quest'ultima dallo stretto di Buta (проли Бута) che ha una larghezza minima di 2 km; l'isola ha una superficie di 127 km² e la sua altitudine massima è di 447 m; l'89% della sua superficie totale è coperta dai ghiacci.
A nord-ovest, a 5,5 km oltre il canale d'America (пролив Американский), si trova l'isola di Payer; a sud, separata dallo stretto di Collinson, (пролив Коллинсона) si trova l'Isola Wiener Neustadt.

## Isole adiacenti
- Isola di Brosch (Остров Брош, ostrov Broš), un piccolo isolotto a nord, tra l'isola di Khun e Greely.
- Isola di Kane (Остров Кейна, ostrov Kejna), 2 km a nord-est.
- Isola di Kuhn (Остров Куна, ostrov Kuna), 2 km a nord.
- Isola di Ugol’noj Kopi o Isola delle miniere di carbone (Остров Угольной Копи, ostrov Ugol'noj Kopi), 0,8 km a sud-ovest, tra Greely e l'isola di Ziegler.

## Storia
L'isola fu scoperta nel 1905 dalla spedizione dell'esploratore americano Anthony Fiala ed è stata nominata in onore di un altro esploratore americano, Adolphus Washington Greely (1844-1935).